# Nicolae Manea
Nicolae Manea (Bucarest, 11 de marzo de 1954 - ibídem, 15 de diciembre de 2014) fue un entrenador y jugador de fútbol que jugaba en la posición de delantero.

## Biografía
Tras formarse desde los trece años en el Rapid Bucarest, finalmente en 1973 fue subido al primer equipo, haciendo su debut como futbolista. Jugó en su primera etapa en el club un total de siete temporadas, haciendo un total de 32 goles en 108 partidos de liga jugados. Además, en 1975, se hizo con la Copa de Rumania tras ganar en la final al Universitatea Craiova por 2-1, siendo ambos goles de él, en el minuto 70 y en el minuto 100 tras jugarse la prórroga. En 1980 tuvo un breve paso por el Steaua de Bucarest, para volver de nuevo un año después al equipo de su debut. Finalmente, tras fichar en 1987 por el Gloria Bistrița, se retiró como futbolista en 1991, subiendo al equipo a la máxima categoría del fútbol rumano tras ganar la Liga II. Tras su retiro, empezó su carrera como entrenador, entrenando clubes como el FC Drobeta-Turnu Severin, FC Unirea Dej, FC Bihor Oradea, Rapid Bucarest, FC Ceahlăul Piatra Neamț, FC Brașov, Gloria Bistrița y el ASC Corona Brașov, además de ser el seleccionador de la selección de fútbol sub-21 de Rumania en dos ocasiones.
Falleció el 15 de diciembre de 2014 en Bucarest tras sufrir cáncer hepático desde enero de 2014.

## Selección nacional
| #  | Fecha              | Estadio                      | Oponente | Resultado | Competición      |
| -- | ------------------ | ---------------------------- | -------- | --------- | ---------------- |
| 1. | 2 de julio de 1976 | Estadio Azadi, Teherán, Irán | Irán     | 2–2       | Partido amistoso |

## Clubes

### Como futbolista
| Club               | País    | Año         | Partidos | Goles |
| ------------------ | ------- | ----------- | -------- | ----- |
| Rapid Bucarest     | Rumania | 1973 - 1980 | 108      | 32    |
| Steaua de Bucarest | Rumania | 1980 - 1981 | 9        | 1     |
| Rapid Bucarest     | Rumania | 1981 - 1987 | 113      | 17    |
| Gloria Bistrița    | Rumania | 1987 - 1991 | 40       | 14    |

### Como entrenador
| Club                                  | País    | Año         |
| ------------------------------------- | ------- | ----------- |
| FC Drobeta-Turnu Severin              | Rumania | 1991 - 1992 |
| FC Unirea Dej                         | Rumania | 1992 - 1996 |
| FC Bihor Oradea                       | Rumania | 1996 - 1997 |
| Rapid Bucarest                        | Rumania | 1997        |
| FC Ceahlăul Piatra Neamț              | Rumania | 1998        |
| Selección de fútbol sub-21 de Rumania | Rumania | 1999        |
| Selección de fútbol sub-21 de Rumania | Rumania | 2002 - 2005 |
| FC Brașov                             | Rumania | 2005        |
| Rapid Bucarest                        | Rumania | 2009 - 2010 |
| Gloria Bistrița                       | Rumania | 2010 - 2013 |
| ASC Corona Brașov                     | Rumania | 2013        |

## Palmarés

### Campeonatos nacionales
| Título          | Club            | País    | Año  |
| --------------- | --------------- | ------- | ---- |
| Copa de Rumania | Rapid Bucarest  | Rumania | 1975 |
| Liga II         | Gloria Bistrița | Rumania | 1990 |